# UFC Fight Night: Miocic vs. Hunt
UFC Fight Night: Miocic vs. Hunt (también conocido como UFC Fight Night 65) fue un evento de artes marciales mixtas celebrado por Ultimate Fighting Championship el 10 de mayo de 2015 en el Adelaide Entertainment Centre, en Adelaida, Australia.

## Historia
El evento estelar estuvo encabezado por un combate de peso pesado entre Stipe Miočić y Mark Hunt.
Andreas Ståhl esperaba enfrentarse a Kyle Noke en el evento. Sin embargo, el 2 de abril, se anunció que Ståhl se había retirado del combate por razones no reveladas y Jonavin Webb sería su sustituto.

## Premios extra
Cada peleador recibió un bono de $50,000.
- Pelea de la Noche: No hubo premiados
- Actuación de la Noche: Robert Whittaker, James Vick, Dan Hooker y Alex Chambers